# Швейцария на «Евровидении-1991»
Швейцария участвовала в тридцать шестом выпуске телевизионного конкурса Евровидение-1991, который состоялся 4 мая в телестудии RAI в Риме, Италия. Страну представляла германо-швейцарская певица Сандра Симо (настоящее имя — Сандра Штудер) с песней Canzone per te («Песня для тебя»), написанной Ренато Маскетти. По итогам голосования она заняла пятое место из 22, набрав 118 очков. Таким образом, Canzone per te стала предшественницей швейцарской заявки на Евровидение-1992 Mister Music Man в исполнении Дейзи Овре. Конкурс был показан SRG SSR idée suisse через трёх региональных вещателей: DRS с комментариями на немецком языке Бернарда Турнхеера; RTS с комментариями на французском языке Лолиты Морено и TSI с комментариями на итальянском языке Эммануэлы Гаджини. Глашатаем был Мишель Стокер.

## До «Евровидения»

### Национальный финал
Швейцарский вещатель SRG SSR idée suisse с 1981 года проводил национальные финалы с целью выбора артиста и песни, которые будут представлять Швейцарию на Евровидение. Данная процедура была использована и в 1991 году. Национальный финал под названием Concours Eurovision 1991 состоялся 23 февраля в казино Веве. Ведущей была Лолита Морено, которая вместе с Жаком Дешено вела Евровидение-1989 в Лозанне. Девять песен было представлено, а победитель определялся посредством голосов трёх региональных жюри, представителей прессы и музыкальных экспертов. Среди конкурсантов были представители Евровидения прошлых лет: Даниэла Симмонс представляла Швейцарию на Евровидение-1986, Кэрол Рич представляла Швейцарию на Евровидение-1987.
| Порядковый номер | Исполнитель                 | Название песни        | DRS | TSI | TSR | Пресса | Эксперты | Итого | Место |
| ---------------- | --------------------------- | --------------------- | --- | --- | --- | ------ | -------- | ----- | ----- |
| 1                | Марко, Дария и Маттиа Цаппа | La nave va            | 4   | 7   | 2   | 1      | 8        | 22    | 5     |
| 2                | Кристин Нахбауэр            | Segel im Wind         | 2   | 2   | 4   | 3      | 2        | 13    | 8     |
| 3                | Клод Ландер                 | Laissez-le vivre      | 1   | 3   | 1   | 5      | 1        | 11    | 9     |
| 4                | R.C.O.                      | Ruhelos               | 6   | 4   | 5   | 2      | 3        | 20    | 6     |
| 5                | Даниэла Симмонс             | Come finirà?          | 8   | 8   | 8   | 7      | 7        | 38    | 2     |
| 6                | Suisse Home                 | Home Suisse Home      | 3   | 1   | 3   | 4      | 4        | 15    | 7     |
| 7                | Сандра Симо                 | Canzone per te        | 10  | 10  | 10  | 10     | 10       | 50    | 1     |
| 8                | Крис Лоренс                 | Ein ganzes Leben lang | 7   | 6   | 7   | 8      | 6        | 34    | 3     |
| 9                | Кэрол Рич                   | Donner la main        | 5   | 5   | 6   | 6      | 5        | 27    | 4     |

## На «Евровидении»
Сандра Симо выступала в Риме под номером 5, между Грецией и Австрией. По итогам голосования она заняла пятое место из 22, набрав 118 очков, включая 12 очков от Бельгии и Люксембурга. Швейцарское жюри 12 очков присудило Испании. Флавиано Куффари был дирижёром во время исполнения швейцарской песни.